# Llegenda negra de la Inquisició espanyola
|  | Per a altres significats, vegeu «Llegenda negra». |

La llegenda negra de la Inquisició espanyola és un terme utilitzat per aquells autors que consideren l'existència d'una imatge fantasiada o exagerada de la Inquisició espanyola com a epítom del terror i la barbàrie humana. Com a tal, forma part de la llegenda negra espanyola i és una de les seves fraccions més recurrents.
Peters la defineix com «un cos de llegendes i mites que, entre els segles XVI i xx, estableix el caràcter percebut dels tribunals inquisitorials i que han influït sobretot intent posterior de recuperar la realitat històrica».

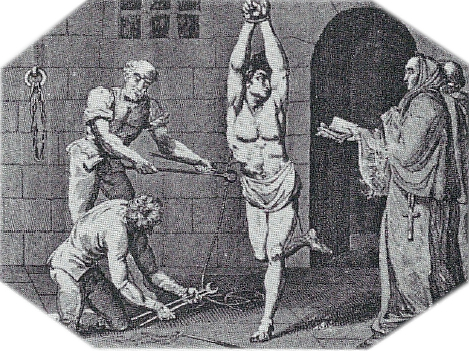
Típica imatge de la Inquisició en l'Europa del.

## Origen
Durant el procés inicial de creació de la Llegenda Negra en l'Europa no ibèrica, la persecució medieval d'heretges o la de moriscs i judaïtzants no va aixecar crítiques importants. Kamen dona dos orígens a la Llegenda Negra de la Inquisició espanyola. D'una banda, un origen catòlic a Itàlia i, per una altra, un origen protestant a l'Europa central i septentrional.

### Itàlia
La influència aragonesa primer i castellana després a la península Itàlica va portar a l'opinió pública, incloent al papat, a veure als espanyols com una amenaça. Es va conrear una imatge desfavorable d'Espanya que naturalment va acabar incloent una visió negativa de la Inquisició. Revoltes contra la Inquisició en territoris de la Corona Espanyola a Itàlia es van produir en 1511 i 1526 a Sicília i simples rumors de la introducció van causar revoltes a Nàpols en 1547 i 1564.
Els ambaixadors dels governs italians independents promovien la imatge d'una Espanya pobra i endarrerida dominada per una tirànica Inquisició. En 1525, Contarini, ambaixador de la República de Venècia, comenta que tots tremolen davant la Inquisició. L'ambaixador Tiépolo escriu en 1563 que tots tenen por a la seva autoritat, que té poder absolut sobre la propietat, la vida, l'honor i fins i tot les ànimes dels homes. A més insisteix que el rei l'afavoreix per controlar millor la població. L'ambaixador Soranzo afirma en 1565 que l'autoritat de la Inquisició transcendia la del rei. Guiciardini, ambaixador de Florència en la cort de Carles I, diu dels espanyols en aparença religiosos, però no en la realitat, gairebé les mateixes paraules de Tiépolo en 1563.
Els italians en general veien la Inquisició com un mal necessari per als espanyols, la religiositat dels quals era dubtosa, per no dir falsa, després de segles de mescla amb jueus i moros. De fet, a partir de 1492 marrano va passar a ser sinònim d'espanyol i al papa Alexandre VI se l'anomenava marrà circumcidat. La Inquisició, es deia, encara que ben necessària per als espanyols, no era més que una treta per robar els diners dels jueus i no tenia res que buscar en territori italià, on no era necessària. Quan la Inquisició va començar a perseguir a luterans, l'explicació va ser que els espanyols eren per naturalesa més donats a l'heretgia.

### El protestantisme
Al nord d'Europa va ser l'enfrontament religiós i l'amenaça del poder imperial espanyol els que van donar naixement a la Llegenda Negra, ja que el petit nombre de protestants que van ser executats per la Inquisició no hagués justificat una campanya d'aquest tipus. Els protestants, que havien emprat la impremta amb èxit per difondre les seves idees, van intentar guanyar amb propaganda la guerra que no podien guanyar per les armes
D'una banda, els teòlegs catòlics titllaven de nouvinguts als protestants, que, al contrari que l'Església Catòlica, no podien demostrar la seva continuïtat des de temps de Crist. Per una altra, els teòlegs protestants raonaven que això no era cert, que la seva era l'Església autèntica que havia estat oprimida i perseguida per l'Església Catòlica al llarg de la història. Aquest raonament, que només va ser esbossat per Luter i Calví, va ser completat per la historiografia protestant posterior, identificant-se amb John Wycliffe o els lolards d'Anglaterra, els hussites d'Hongria i els valdesos de França. Això, malgrat que els heretges al segle xvi no només eren perseguits en països catòlics, sinó també als països protestants. A la fi del segle xvi les confessions protestants s'havien identificat amb les heretgies d'èpoques anteriors i s'autodefinien com màrtirs.
Quan van començar les persecucions de protestants a Espanya, l'hostilitat que hi havia cap al papisme es va estendre immediatament al rei d'Espanya, del que depenia la Inquisició, i als dominics, que la dominaven. Al cap i a la fi, la major derrota que havien sofert els protestants havia estat a les mans de Carles I d'Espanya en la batalla de Mühlberg en 1547. Una imatge d'Espanya, en part promoguda per la corona espanyola, com a capdavantera del catolicisme es va estendre arreu d'Europa.

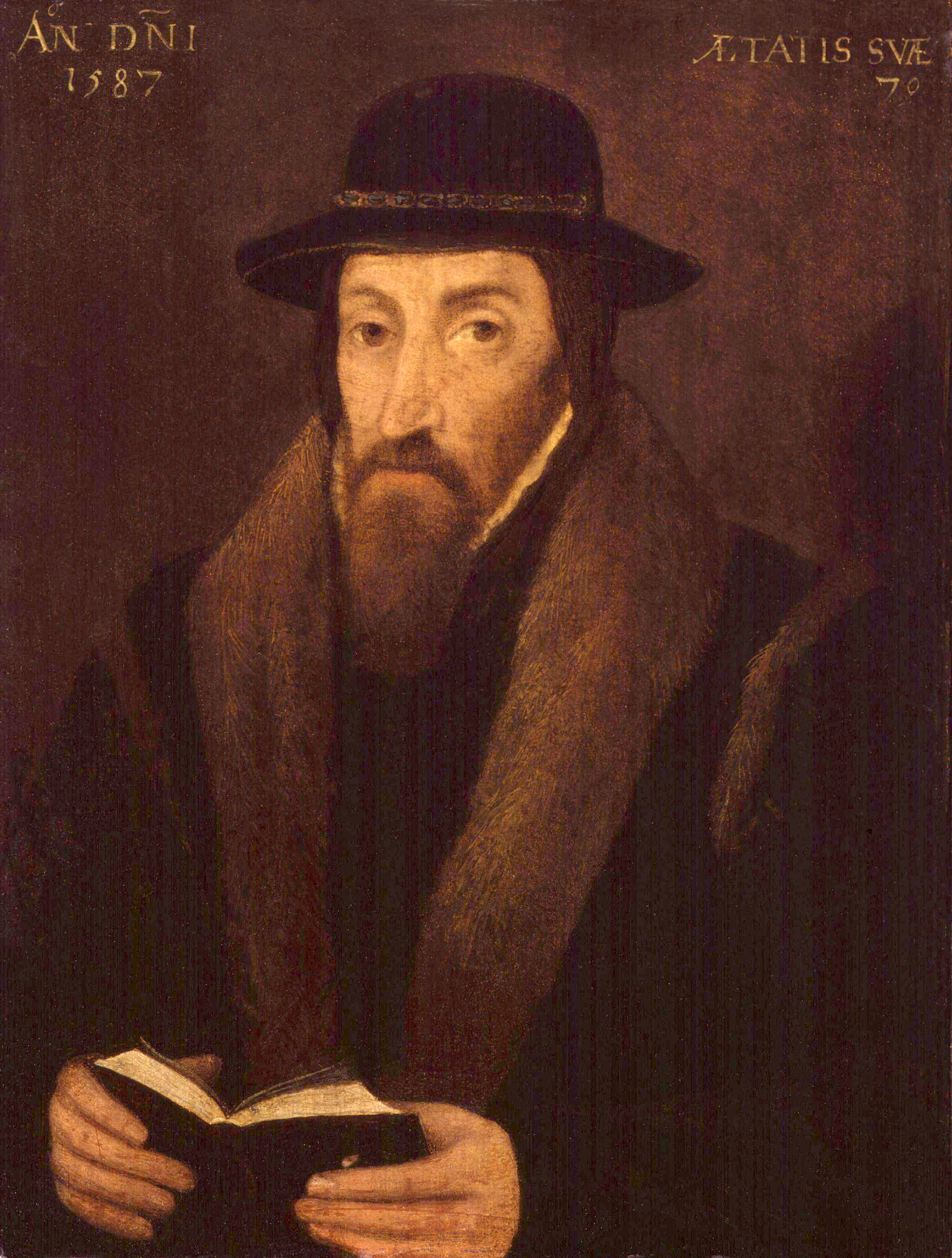
John Foxe (1516 – 1587) en un gravat de George Glover.

Aquesta identificació dels protestants amb les heretgies des de l'època de la conversió de l'Imperi Romà fins al segle xv va portar a la creació de martirologis a Alemanya i Anglaterra, col·leccions de vides de màrtirs descrites amb molta morbositat, sovint profusament il·lustrades, que van circular entre les classes més populars i que insuflaven la indignació contra l'Església Catòlica. Un dels més famosos i el que més influència tindria va ser el Book of Martyrs (El llibre dels màrtirs, 1554) de John Foxe (1516 – 1587). Foxe dedica un capítol sencer a la Inquisició espanyola, The execrable Inquisition of Spayne.
En el text es troben molts dels elements que es repetiran més endavant: qualsevol pot ser jutjat per qualsevol nimietat, la Inquisició no pot equivocar-se, els acusats el són sovint per diners, enveja o per ocultar accions de la Inquisició, si no troben proves s'inventen, els presoners són aïllats sense cap contacte exterior en calabossos foscos on sofreixen horribles tortures, etc. Foxe ja advertia que la funesta institució podria introduir-se a qualsevol país que acceptés el catolicisme.
Un altre llibre que va tenir molta influència va ser el Sanctae Inquisitionis Hispanicae Artes publicat a Heidelberg en 1567 sota el pseudònim de Reginaldus Gonzalvus Montanus. Sembla que Gonzalvus era un pseudònim d'Antonio del Corro, un teòleg protestant espanyol exiliat als Països Baixos. Del Corro va afegir credibilitat al seu relat pel coneixement que tenia del tribunal. El llibre va ser un èxit immediat, entre 1568 i 1570 va haver-hi dues edicions en anglès, una en francès, tres en neerlandès, quatre en alemany i una en hongarès, i va continuar publicant-se i citant-se fins al segle xix. El relat, en general correcte, pren la forma d'un presoner que passa per totes les etapes del procés i, sobretot, l'interrogatori, permetent al lector identificar-se amb la víctima. Aquesta correcció de la descripció oculta que del Corro presenta algunes de les pràctiques més extremes de la Inquisició com la regla, a tot acusat com a innocent, a tot oficial de la Inquisició com a astut i orgullós i cada pas en el procés com una violació de la llei natural. Del Corro, que lloava el propòsit inicial de la Inquisició, és a dir, perseguir als falsos conversos, no havia previst l'ús del seu llibre en la Llegenda Negra, de forma similar al que va ocórrer amb Bartolomé de las Casas. Estava convençut que la Inquisició havia estat convertida pels monjos dominics en una cosa execrable de la que Felip II no en coneixia el seu funcionament real i que el poble espanyol s'oposava a la funesta institució.

## La política europea delseglexvi
A partir dels anys 1559 a 1562 van aparèixer uns llibres que presentaven a la Inquisició com una amenaça a les llibertats europees. Aquests escrits raonaven que els països que acceptessin la religió catòlica no només perdrien les seves llibertats religioses, sinó les civils també a través de la Inquisició. Per il·lustrar els seus punts descrivien actuacions de fe i tortures i empraven abundantment relats de fugits de la Inquisició disposats a explicar la seva història. La Reforma era vista com un alliberament de l'ànima humana de la foscor i la superstició.
França, Gran Bretanya i els Països Baixos posseïen les premses més actives del continent i les van emprar eficaçment per defensar-se quan es van considerar amenaçats. Els documents generats entre els anys 1548 i 1581 es convertirien en referència i base per a estudis d'historiadors posteriors.

### Els Països Baixos
Als Països Baixos, ja des del regnat de Carles I i malgrat que el mateix Felip II havia assegurat que la Inquisició Espanyola no era exportable, molts holandesos temien que el rei intentés introduir-la per reduir les seves llibertats. Felip II reconeixia que els Països Baixos ja tenien una inquisició pròpia més despietada que la d'aquí: els tribunals d'Anvers van executar entre 1557 i 1562 a 103 heretges, més dels quals van morir a tot Espanya en aquest període. Diversos canvis en l'organització de la Inquisició holandesa van incrementar les pors, tant a la Inquisició Espanyola com a la forma local, i va anar acreixent l'oposició durant el segle xvi, fins al punt que es temia l'anarquia si no es legalitzava el calvinisme.

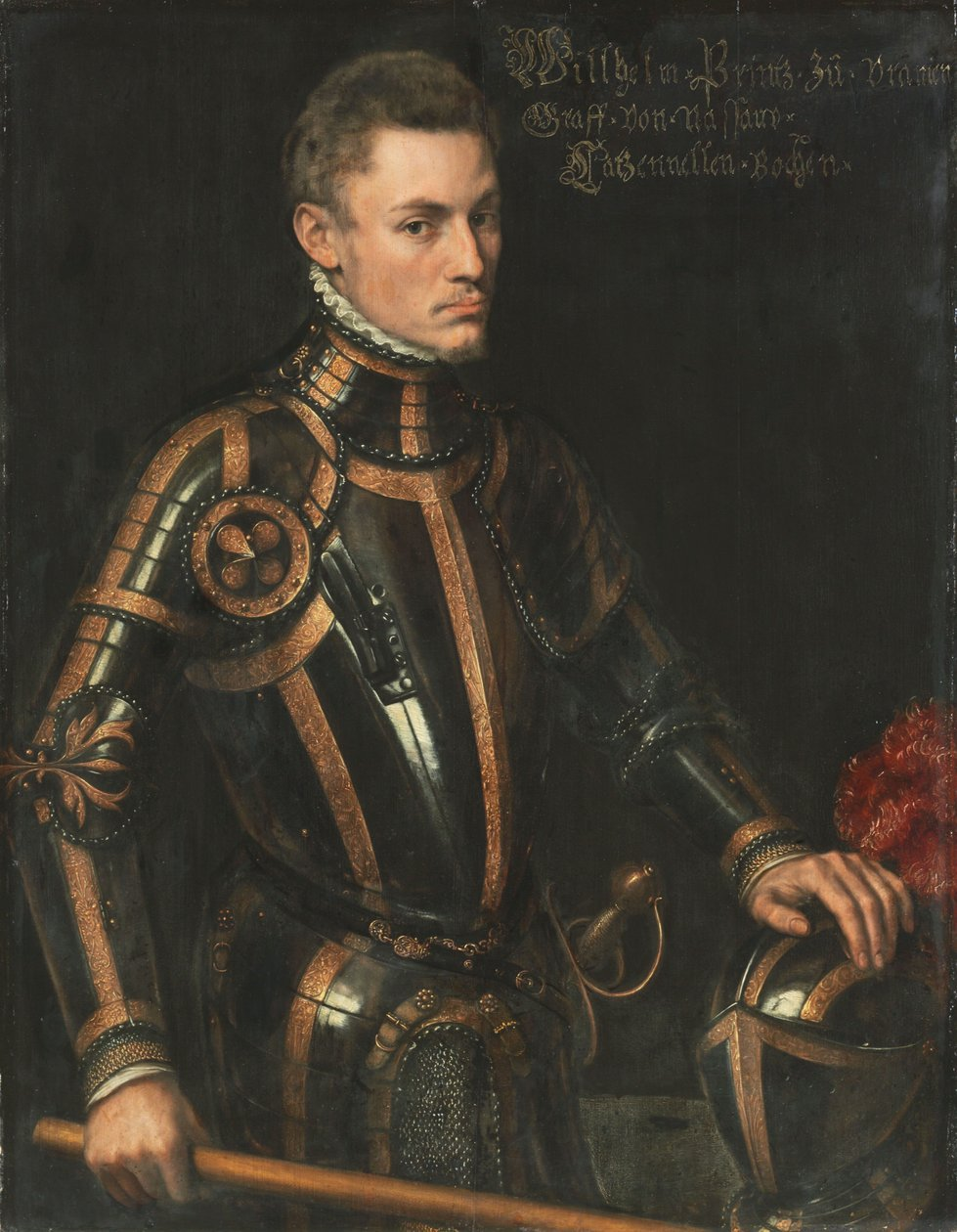
Guillem de Orange (1533–1584) pintat per C. Garschagen.

Aquest temor va ser manipulat per protestants i aquells que promovien la independència dels Països Baixos en pamflets com On the Unchristian, tyrannical Inquisition that Persecutes Belief, Written from the Netherlands (1548) o The Form of the Spanish Inquisition Introduced in Lower Germany in the Year 1550 (1550), publicat per Michael Lotter. En 1570, els refugiats religiosos van presentar en la Dieta Imperial el document Una defensa i declaració veritable de les coses que han ocorregut recentment als Països Baixos en el qual no sols descrivien els crims realitzats contra els protestants, sinó que també acusaven a la Inquisició Espanyola d'incitar les revoltes als Països Baixos per forçar Felip II a exercir mà dura, a més d'acusar-la de la mort del príncep Carles.
Un dels documents més famosos i que més influència van tenir va ser l' Apologia del príncep d'Orange de 1581, la resposta de Guillem d'Orange a l'expulsió que Felip II havia ordenat en contra seva, encara que sembla que el text no el va redactar ell mateix, sinó el seu capellà Pierre L'Oyseleur, senyor de Villiers. el text es va traduir immediatament a altres llengües i va circular pels països fronterers amb Holanda; en espanyol només existeix una traducció de l'època de 1581. El document es pot considerar com el començament de la Llegenda negra de Felip II, encara que també tracta de la Inquisició i la llibertat religiosa. L' Apologia és un resum de tota la propaganda antiinquisitorial i antiespanyola que havia circulat en els 40 anys anteriors, reunida per justificar la independència dels Països Baixos. Afirma que la crema d'heretges és un passatemps natural dels sanguinaris espanyols, que divertia especialment al Duc d'Alba. A més afegeix que la majoria dels espanyols, i especialment la noblesa, tenen sang jueva o mora.

### Gran Bretanya
La rivalitat política entre Espanya i Anglaterra, amb l'intent d'invasió de Gran Bretanya per Felip II com a fons, van estimular la propaganda antiespanyola de guerra.
A Anglaterra, els monarques catòlics havien creat tribunals religiosos per a lluitar contra l'heretgia, els últims creats per Mary Tudor. Els reis anglicans, sobretot Elisabet I d'Anglaterra, van preferir crear tribunals civils per reprimir als dissidents religiosos, principalment als catòlics, distanciant-se de les pràctiques anteriors. Es va identificar els heretges catòlics amb traïdors, emprant un sistema que no es distingia molt del de la Inquisició. Es va arribar a l'extrem de segrestar als Països Baixos a un jurista catòlic anglès, John Story, i portar-lo a Anglaterra per ser torturat, acusat de traïció i conspiració i ser executat. El sistema pel qual el govern insistia a jutjar a rebels, no a heretges, es va mantenir fins al regnat de Jaume I i permetia mantenir a la Inquisició com una institució clarament catòlica, identificada amb Espanya i Roma.
Així, els fanàtics religiosos van obtenir el suport d'uns altres més moderats i sobretot del govern, que finançava pamflets i publicava edictes. Durant l'època es van publicar i van traduir nombrosíssims pamflets, d'entre els quals destaca A Fig for the Spaniard.Una llista d'alguns d'aquests pamflets i el text de A Fig for the Spaniard També va contribuir Antonio Pérez, que, resident a Anglaterra en l'època, va publicar en 1598 A treatise Paraenetical. En el text Pérez repeteix la imatge de Felip II i de la Inquisició que ja havia donat a conèixer Guillem d'Orange, conferint un caire tràgic al personatge de Carles i de fanatisme religiós a Felip II i a la Inquisició, que perdurarà fins a l'època moderna.

### La llegenda negra
Parafrasejant Peters, tots aquests factors es van ajuntar a la fi del segle xvi per crear a Europa una imatge d'Espanya que ennegria el caràcter dels espanyols i els seus dirigents, fins al punt que Espanya va esdevenir el símbol de totes les forces de repressió, brutalitat, intolerància religiosa i política i endarreriment intel·lectual i artístic durant els següents segles. A aquest procés és al que es coneix com a llegenda negra espanyola en la historiografia espanyola.

## Elseglexvii
Ja des del segle xvi alguns pensadors catòlics i protestants havien començat a discutir sobre la llibertat de consciència, però el moviment va ser marginal fins a principis del segle xvii. S'afirmava que els Estats que realitzaven persecucions religioses no només eren poc cristians, sinó que a més eren il·lògics, ja que actuaven basant-se en una conjectura i no a una certesa. Aquests pensadors atacaven qualsevol tipus de persecució religiosa, però la Inquisició se'ls oferia com un blanc perfecte de les seves crítiques. Aquests punts de vista seran defensats sobretot per pensadors de corrents religiosos minoritaris, dissidents, com remonstrants, anabaptistes, quàquers, unitaris, mennonites, etc. Així, per exemple, Philipp van Limborch, el primer gran historiador de la Inquisició era remonstrant, i Gilbert Brunet, historiador anglès de la Reforma, latitudinari.
Cap a finals del segle xvi, les guerres de religió havien deixat clar que els intents d'aconseguir Estats religiosament uniformes estaven abocats al fracàs. Els intel·lectuals van començar als Països Baixos i a França a afirmar que un Estat havia d'ocupar-se del benestar dels seus ciutadans àdhuc a costa de permetre que l'heretgia s'estengués; tolerància a canvi de pau social. Aquestes idees s'havien estès cap a finals del segle xvii per l'Europa Central i ja començava a pensar-se que la diversitat era més natural que la uniformitat, i que, de fet, la uniformitat perjudicava la riquesa d'un poble. Espanya, que havia entrat en decadència econòmica a mitjan segle xvii, era la demostració: l'expulsió dels jueus i altres ciutadans industriosos, rics i lleials seria la causa última. A més, en el cas espanyol, les confiscacions i multes de la Inquisició agreujarien el problema, ja que dirigien els diners cap a àrees no productives de l'Església.

La Inquisició es va convertir així en un enemic de l'Estat i com tal es va reflectir en els tractats econòmics i polítics de l'època. En 1673, Francis Willoughby en A Relation of a Voyage Made through a Great Part of Spain conclou el següent:
| « | Espanya és en molts llocs, per no dir en la majoria, molt poc poblat, i gairebé desolat. Les causes són 1. la mala religió 2. la tirànica inquisició 3. la multitud de putes 4. la nuesa del sòl 5. la infeliç vagància de la gent, molt similar a la dels gal·lesos i irlandesos, caminant a poc a poc i sempre impedits per una gran espasa. 6. l'expulsió de jueus i moros... 7. guerres i colonitzacions | » |

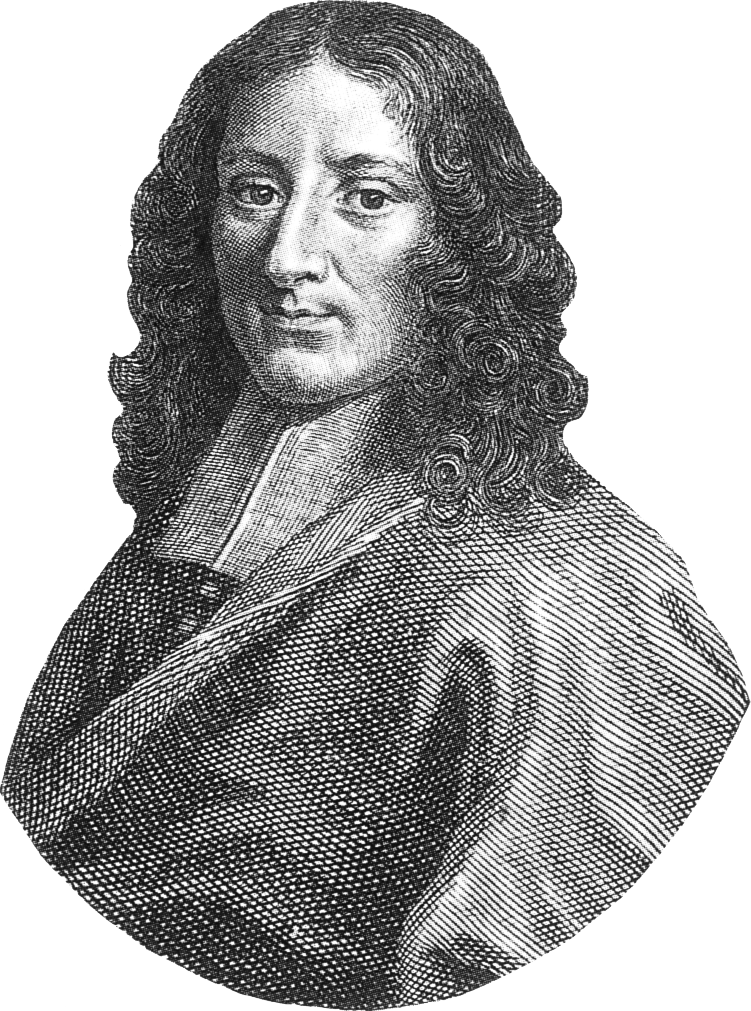
Pierre Bayle (1647-1706) en un gravat de Pierre Savart.

Entre les societats europees liberals es va començar no sols a menysprear a aquelles altres que mantenien la uniformitat, sinó que van ser objecte d'anàlisi social. L'existència de la Inquisició a Portugal, Espanya i Roma només podia explicar-se per l'ocupació de la força o perquè l'esperit de la gent estava afeblit, però mai per voluntat pròpia. Aquesta feblesa, combinada amb la força de la Inquisició, desembocaria en aquests països en una falta d'imaginació, aprenentatge, ciència, literatura i arts. Espanya, malgrat el Segle d'Or i que la Inquisició en general s'enfocava exclusivament a assumptes doctrinals, és representada a partir del segle xvii com un país sense literatura, art o ciències.
Així, a partir del segle xvii, s'inclou el caràcter espanyol dins de l'anàlisi de la Inquisició. Aquest suposat caràcter espanyol es veurà publicitado en el gènere literari més popular de l'època: els relats de viatges. Un dels primers i el més influent va ser el relat de la comtessa d'Aulnoy de 1691, en el qual s'ennegreix de forma consistent tots els assoliments espanyols en les arts i les ciències. A partir del segle xviii cal afegir a la llista a Juan Álvarez de Colmenar (1701), Jean de Vayarac (1718), Pierre-Louis-Auguste de Crusy, marquès de Marcillac, Edward Clarke, Henry Swinburne, Tobias George Smollett, Richard Twiss i molts altres que estenen la Llegenda Negra. S'ha assenyalat que els escriptors de la Il·lustració van obtenir el seu coneixement sobre Espanya d'aquests relats.
Un dels crítics més importants de les persecucions religioses i de la Inquisició va ser Pierre Bayle (1647-1706). Bayle basa moltes de les seves idees dels pensadors dissidents de principis de segle i fonamenta la seva filosofia en l'escepticisme i en la convicció que la consciència individual en assumptes religiosos no ha de ser mai forçada. Basa el seu coneixement d'Espanya i els espanyols en part en els relats de la Comtessa d'Aulnoy i va ser ell qui va reunir els diversos arguments de la Llegenda en un tot, en un embolcall literari esquitxat d'ironia, lògica, evidències cartesianes i un cert gust per l'escandalós, que la convertia en una lectura popular.

## La Il·lustració
Montesquieu veu a Espanya el perfecte exemple de la mala administració d'un Estat sota influència del clergat. De nou, la Inquisició serà la culpable de la ruïna econòmica dels Estats, la gran enemiga de la llibertat política i de la productivitat social, i no només a Espanya i Portugal, sinó en tot Europa, assenyalant el perill que altres Estats poguessin veure's contagiats. Descriu l'inquisidor com un ser separat de la societat, desgraciat de condició, privat de tota mena de relacions, de manera que serà dur, despietat i inexorable.... En el seu llibre L'esperit de les lleis dedica el capítol XXV.13 a la Inquisició. El capítol està escrit en forma de crida d'atenció d'una jove mongeta que va ser cremada per la Inquisició a Lisboa. Montesquieu és per tant un dels primers a assenyalar als jueus com a víctimes, encara que no defensi els arguments teològics del seu protagonista en brega amb els Inquisidores, sinó que els rebutja en notes dempeus de pàgina. No obstant això, el missatge és clar: la Inquisició és anacrònica, irracional i irreligiosa.

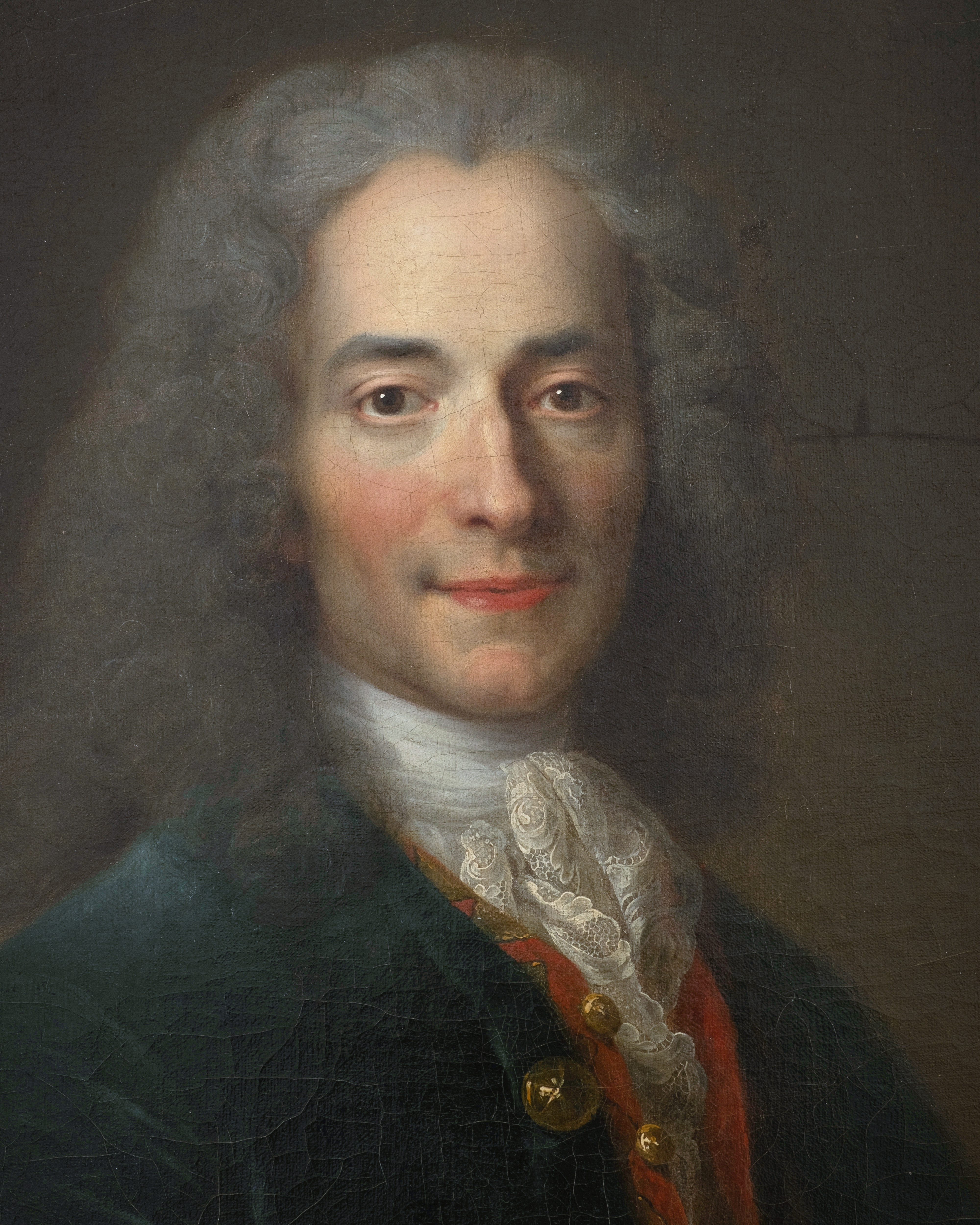
Voltaire (1694 – 1778) pintat per Nicolas de Largillière.

Cap autor del segle xviii va contribuir tant a desacreditar la persecució religiosa com Voltaire. Voltaire va unir els arguments religiosos i filosòfics de Bayle i els econòmics i polítics de Montesquieu per crear definitivament el mite modern de La Inquisició, metonímia de totes les pitjors formes de persecució religiosa. Voltaire no va tenir un coneixement profund de la Inquisició fins a ja entrat en anys, però la va usar sovint per afilar la seva sàtira i ridiculitzar als seus oponents, com ho mostra el seu Don Jerónimo Bueno Caracúcarador, inquisidor que apareix a Histoire de Jenni (1775). Fins i tot a Candide (1759), una de les seves obres més conegudes, no demostra un coneixement del funcionament de la Inquisició més enllà de la qual proporcionen llibres de viatges i d'història general. Candide inclou la seva famosa descripció d'un acte de fe a Lisboa, una joia de la sàtira, amb la qual introdueix la Inquisició en la comèdia. Els atacs de Voltaire a la Inquisició es van fer més seriosos i aguts a partir de 1761. Demostra una millor comprensió i coneixement dels mecanismes interns del tribunal, probablement gràcies al treball de l'abat Morellet, que va emprar extensament, i al coneixement directe d'alguns casos, com el de Gabriel Malagrida, la mort del qual a Lisboa va aixecar una ona d'indignació a Europa.
També al segle xviii, l'abat Morellet va publicar els seus Petite écrit sur une matière intéresante i Manuel des Inquisiteurs (1762). Ambdues obres extreien i resumien la part més fosca de la Inquisició i es fixaven en l'ús de l'engany per obtenir condemnes, donant a conèixer procediments que fins i tot els més aferrissats enemics de la Inquisició ignoraven.
L'abat Guillaume-Thomas Raynal va aconseguir una fama equivalent a la de Montesquieu, Voltaire o Rousseau amb el seu llibre Histoire philosophique et politique des établissements et du commerce des européens dans les deux Indes, fins al punt que en 1789 se'l considerava un dels pares de la Revolució francesa. Aquesta Història de les Índies va aconseguir fama gràcies a la censura, i diverses edicions van ser publicades a Amsterdam, Ginebra, Nantes i la Haia entre 1770 i 1774. Com no podia ser menys, el llibre també tracta sobre la Inquisició. En aquest cas Raynal no li retreu les morts ni la tortura, sinó que admet que gràcies a ella Espanya no va sofrir guerres de religió. No obstant això, la culpa de matar la vida intel·lectual espanyola: doble ela [l'Espagne] resta stupide dans une profonde ignorance. Opina que per retornar a Espanya al concert de les nacions cal eliminar la Inquisició, perquè sigui possible portar a estrangers de totes les creences, que són els únics que poden aconseguir bones manufactures en un temps raonable; els obrers indígenes trigarien segles a aconseguir el mateix.
Una de les obres més importants del segle, L'Encyclopédie, també dedica una de les seves entrades a la Inquisició. L'article va ser escrit per Louis de Jaucourt, home de ciències que havia estudiat a Cambridge i que havia escrit així mateix la majoria dels articles sobre Espanya. El cavaller Jaucourt no era gaire afecte a Espanya i en molts dels articles que escriu aprofita per llançar invectives. Ho fa en els articles Espanya, Ibèria, Països Baixos, llana, monestir, títol (es refereix als nobiliaris), etc.; de la crema només se salva l'article sobre el vi, en el qual lloa els vins espanyols, encara que al final avisa que el seu abús pot causar malalties incurables.
L'article sobre la Inquisició està clarament pres dels textos de Voltaire. Per exemple, la descripció de l'acte de fe es basa en la donada per Voltaire en el seu Candide. El text en si és un atac feroç contra Espanya:
| «                                   | Calia que el geni espanyol encara tingués una mica més implacable que les altres nacions... es veu sobretot per l'excés d'atrocitats que van usar en l'exercici d'una institució en la qual els italians, els seus inventors, van posar molta dolçor. Els papes havien erigit aquests tribunals per política, i els inquisidores espanyols van afegir la barbàrie més atroç. | » |
| — Louis de Jaucourt, L'Encyclopédie | |   |

 Repeteix el ja dit per Voltaire: «la Inquisició seria la causa de la ignorància de la filosofia en la qual vivia Espanya, gràcies a la qual Europa i fins i tot Itàlia havien descobert tantes veritats.»
Després de la publicació de L'Encyclopédie es va escometre un projecte més ambiciós, el de l' Encyclopédie méthodique, una enciclopèdia en 206 volums. L'article sobre Espanya va ser escrit per Masson de Morvilliers i naturalment també esmenta la Inquisició. Avança la teoria que la monarquia espanyola no és més que la joguina de l'Església i concretament de la Inquisició. És a dir, la Inquisició seria l'autèntic govern d'Espanya. Explica en part la crueltat de la Inquisició espanyola per la rivalitat entre franciscanss i dominics: a Venècia i Toscana la Inquisició estava en mans de franciscans i a Espanya dels dominics, que per distingir-se en aquesta odiosa comesa, es van deixar portar a excessos inaudits. Explica la llegenda de Felip III que en veure morir dos reus comenta: Heus aquí a dos homes desgraciats que moren per una cosa en la qual creuen! La Inquisició, que va ser informada, va exigir del rei una sagnia, la sang de la qual va ser després cremada.

## Delseglexixal XX
L'historiador Ronald Hilton li ha donat molta importància a aquest tipus imatge d'Espanya del segle xviii. Hauria donat l'entramat ideològic a Napoleó per la seva invasió en 1807: la il·luminada França porta la seva llum a l'endarrerida i fosca Espanya. De fet, una de les reformes que Napoleó va introduir a Espanya va ser l'eliminació de la Inquisició.
Així, el reverend Ingram Cobbin DT., en una reedició del segle xix del The Book of Martyrs de Foxe, podia explicar als seus lectors els relats més fantàstics sobre el que van trobar en les cel·les del tribunal de la Inquisició les tropes franceses que van ocupar Madrid
| « | ...van trobar instruments de tortura de tot tipus... la tercera [màquina oposada] era infernal, col·locada horitzontalment, en la qual la víctima era lligada: la màquina col·locada entre dos conjunts de ganivets col·locats de manera que girant la màquina amb un manubri la carn de les víctimes era arrencada tota de les seves extremitats en petits trossos. La quarta [màquina] sobrepassa a totes les altres en enginy malvat. El seu exterior era una gran nina, ricament vestida i amb l'aparença d'una bella dona amb els seus braços estesos preparats per abraçar a la seva víctima. Un semicercle estava dibuixat en el sòl al seu al voltant i la persona que traspassés aquesta marca fatal tocava un moll que provocava l'obertura de la màquina demoníaca, els seus braços immediatament l'abracen i milers de ganivets l'esbocinen en d'altres peces. | » |

### Estats Units
Igual que Anglaterra havia usat la Llegenda Negra com a arma política al segle xvi, Estats Units la va utilitzar durant la Guerra de Cuba. De Robert Green Ingersoll (1833–1899), polític i orador estatunidenc, són les següents paraules::
| « | Espanya sempre ha estat excessivament religiosa i excessivament cruel... tenien por que si donaven la menor concessió als moros, Déu els destruiria. La idea era que l'únic camí per assegurar l'ajuda divina era la fe absoluta, i aquesta fe era provada per l'odi a totes les idees inconsistents amb les pròpies... Espanya ha estat i és víctima de la superstició... Gens quedava més que els espanyols; és a dir, indolència, orgull, crueltat i superstició infinita. Així Espanya va destruir tota la llibertat de pensament a través de la Inquisició, i durant molts anys el cel va estar lívid amb les flames de l'acte de fe; Espanya estava ocupada portant llenya als peus de la filosofia, ocupada cremant a gent per pensar, per investigar, per expressar opinions honestes. El resultat va ser que una gran foscor va cobrir Espanya, travessada per cap estel i il·luminada per cap sol naixent. | » |

Als Estats Units, al segle xix, el coneixement de la Inquisició estava clissat per escriptors polèmics protestants i historiadors com Prescott i John Lothrop, la ideologia dels quals havia influenciat el relat. Juntament amb els mites teixits entorn de la crema de bruixes a Amèrica del Nord, el mite de la Inquisició es va mantenir com una malèvola abstracció, sustentada en l'anticatolicisme. Malgrat els treballs de Lea i l'alemany Joseph Hansen, la situació es va mantenir, recolzada per multitud d'obres literàries i del cinema, almenys fins a la dècada de 1960 i fins i tot fins a l'actualitat, com es pot comprovar en l'obra de Dave Hunt.
Segons Peters, els termes inquisició, inquisitorial i caça de bruixes van començar a generalitzar-se en la societat estatunidenca en els anys cinquanta del segle xx per referir-se a l'opressió del seu govern, tant passada com present, possiblement per influència dels autors europeus contemporanis. Carey McWilliam publicà en 1950 Wich-Hunt: The Revival of Heresy un estudi sobre el Comitè d'Activitats Antiestatunidenques, en la qual fa ampli ús de La Inquisició per entendre el fenomen contemporani de la histèria anticomunista. El ressò de l'obra es veuria ampliat posteriorment amb The American Inquisition, 1945-1960 de Cedric Belfrage i fins i tot arribarà fins a 1982 amb l'obra Inquisition: Justice and Injustice in the Cold War de Stanley Kutler. El terme inquisition s'ha generalitzat tant que s'empra com a sinònim de recerca oficial, especialment de tipus polític o religiós, caracteritzat per la seva falta de respecte pels drets de l'individu, prejudicis per part dels jutges i càstig cruel.

## La llegenda negra a Espanya
El grau d'acceptació de la Inquisició pel poble resulta difícil d'avaluar. Kamen tracta de resumir aquesta situació dient que la Inquisició era considerada com un mal necessari per mantenir l'ordre. I no és que no hi hagués crítiques al Tribunal, que les va haver-hi i moltes, com es pot llegir en els arxius de la mateixa Inquisició, però aquestes crítiques no es consideren com a pertanyents a la Llegenda Negra. Per exemple Alonso de Virués, humanista i bisbe, criticava en 1542 la intolerància i a aquells que usen les cadenes i el destral per canviar la disposició de l'ànima; Luis de Granada criticava en 1542 als que per zel equívoc cometen pecats contra moros, jueus o gentils; Juan de Mariana, malgrat donar suport a la Inquisició, criticava la conversió forçada i la creença en la neteja de sang.
A partir del segle xviii l'opinió pública, gràcies als contactes amb l'estranger, va començar a canviar lentament i apareix la Llegenda Negra a Espanya. La llibertat religiosa i de pensament de França era mirada amb interès, i les víctimes inicials, conversos i moriscs, havien desaparegut. Van començar a aparèixer intel·lectuals il·lustrats, com Pablo Olavide i més tard Campomanes i Jovellanos, que tirava en cara a la Inquisició l'injust tracte donat als conversos. També es van publicar obres com a Auto de fe celebrado en la ciudad de Logroño (1811) de Moratín, en la qual es relata la història d'un judici massiu contra unes bruixes que es va realitzar a Logronyo, comentat amb notes satíriques per l'autor. No obstant això, aquests intel·lectuals liberals, una part dels quals estava al govern, no eren revolucionaris i es preocupaven per mantenir l'estabilitat social.

Al començament del segle xix apareix a Espanya i França una escola d'historiadors liberals, els primers a parlar de la decadència espanyola, que considerava responsable a la Inquisició d'aquesta decadència econòmica i cultural, i de tots els mals que afligien al país. Altres historiadors europeus reprendrien el tema més tard, i aquesta posició pot seguir observant-se en l'actualitat. Aquesta escola de pensament afirmava que l'expulsió dels jueus i la persecució dels conversos hauria portat a l'empobriment i la decadència d'Espanya, a més de la destrucció de la classe mitjana. Aquest tipus d'autors són els que farien exclamar a Marcelino Menéndez y Pelayo
| «                                            | Per què no hi havia indústria a Espanya? Per la Inquisició. Per què som mandrosos els espanyols? Per la Inquisició. Per què dormen els espanyols la migdiada? Per la Inquisició. Per què hi ha corregudes de toros a Espanya? Per la Inquisició. | » |
| — La ciencia española, Madrid, 1953, p. 102. | |   |

Aquest corrent de pensament, juntament amb els altres elements de la Llegenda Negra, passarien a formar part de la ideologia de l'anticlericalisme espanyol de finals del segle xix i principis del xx. L'anticlericalisme formava part de moltes altres ideologies de l'esquerra, com el socialisme, el comunisme i l'anarquisme. Així, Fernando Garrido, diputat socialista, deia a l'abril de 1869, que l'Església havia utilitzat al Tribunal de la Inquisició com a instrument per aconseguir les seves finalitats. Amb ell va emmordassar la llibertat d'expressió i va impedir la difusió de la veritat. Això va suposar un rígid despotisme durant tres segles i mig d'història espanyola.

## La Inquisició en la ficció i l'art
Cap al segle xvii ja existia un volum suficient de materials sobre la Inquisició perquè els autors de teatre i novel·la tinguessin un terreny fèrtil en el qual collir els seus arguments i personatges. Els martirologis dels segles xvi i xviii i la literatura de viatges i els relats de testimonis dels segles xvi i xvii van ser la inspiració per a autors de ficció que sovint afirmaven comptar la «història veritable».
D'entre els relats de testimonis, reals o inventats, a l'exemple ja esmentat d'Antonio del Rotlle, val la pena destacar el d'Anthony Gavin, que va publicar en 1726 Master-Key to Popery, edició en francès en 1726, en anglès en 1729). El llibre és una crítica feroç al catolicisme i el capítol dedicat a la Inquisició va ser especialment popular. En un altre relat anterior, explica que quan les tropes franceses van entrar en el palau de la Inquisició a Saragossa, van alliberar 400 presoners i un harem de 60 joves dones, entre les quals es trobava Madame Faulcault, a la qual va trobar a França i que va ser qui li va relatar la història. Possiblement és la primera història que conté el tema de l'inquisidor cruel i libidinós.

### La novel·la gòtica
Cap a la meitat del segle xviii van canviar els gustos del públic, els romanços d'aventures van deixar pas a les novel·les de sentiments. És l'època de la creació de la novel·la gòtica, especialment popular a Anglaterra (Gothic novella) i a Alemanya (Schauerromantik); també la va haver-hi a França (roman noir). Aquest tipus de novel·la es caracteritza per transcórrer la seva acció en un Medioevo indeterminat en el qual es contrasten el terror del marc escènic – velles ruïnes, naturalesa salvatge, convents, calabossos, etc. – i dels personatges – fanàtics religiosos, pares descastats, religiosos catòlics, sobretot inquisidors i jesuïtes – amb la innocència del protagonista, joves virtuosos, «naturals», de gran sentit comú i de religiositat benèvola. Totes aquestes novel·les presenten a la Inquisició i als inquisidors amb un anticatolicisme molt del segle xviii i molt britànic. Les diferents inquisicions es fonen en un tot únic, basat clarament en el model espanyol, en un model en el qual destaca el secretisme i l'austeritat implacable del tribunal, que malgrat la irracionalitat teològica, els procediments injusts i la implacable persecució de les seves víctimes, serveix sovint de justícia literària.
Una de les primeres novel·les gòtiques en les quals apareix la Inquisició és Der Geisterseher (El que veu fantasmes; 1787-1789) de Schiller, encara que en aquest cas es tracti de la Inquisició veneciana. La primera novel·la a explotar a fons el tema és The Monk (1796) de Matthew Lewis, a la qual van seguir moltes altres. Aquesta forma de la novel·la gòtica acabaria amb l'aparició de sàtires que posaven en relleu els elements més absurds de les trames.
L'obra que més influència tindria és The Pendulum (El pou i el pèndol) d'Edgar Allan Poe, publicada en 1843. Poe es basa fermament en altres històries de terror anteriors i en els llibres d'història publicats a l'Anglaterra del moment, relatant els horrors de la Inquisició des del punt de vista d'un presoner que és exposat a una mort penosament lenta i que serà salvat finalment per les tropes franceses del general Lasalle en la seva presa de Toledo.
L'última gran novel·la gòtica que se centra en La Inquisició serà The Val of Cedars, or, The Martyr (1850) de Grace Aguilar, escriptora anglesa descendent de jueus sefardites. La novel·la marca la fusió dels tribunals i les societats secretes amb La Inquisició, a més de ser la primera novel·la que tracta l'assumpte des d'un punt de vista jueu.

### L'inquisidor libidinós

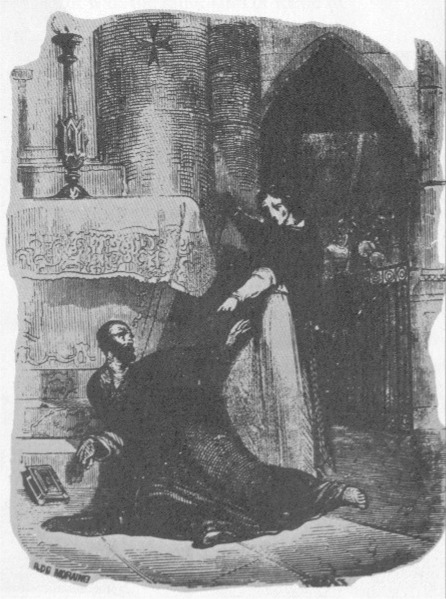
Il·lustració de Les mystères de l'Inquisition (1844). Paula dona mort al Gran Inquisidor Arbués.

A partir de començaments del segle xix apareixen novel·les en la literatura anglesa, francesa i italiana que mostren la degeneració sexual de figures de l'antic règim, és a dir, l'aristocràcia i el clergat, hereves de l'interès per l'eròtica i el sexual apareguda al segle xviii. Entre els personatges mostrats d'aquesta forma estaran naturalment també els inquisidores. Una de les primeres novel·les en les quals apareix l'inquisidor libidinós és Cornelia Bororquia, atribuïda a Luis Gutiérrez i publicada a París en 1801. Potser la novel·la que major ús faci del personatge sigui Les mystères de l'Inquisition et autres societés secrets d'Espagne (1844) de Madame de Suberwick, que escrivia sota el pseudònim Victor de Féréal. Aquestes novel·les es caracteritzen per «rehabilitar» al poble espanyol; la Inquisició és atribuïda a l'Església, a Sant Domènec i a reis febles que s'agarren al poder. Al contrari que en la novel·la gòtica, la Inquisició és mostrada de forma voluptuosa i excessiva, plena d'hipocresia i cobdícia. En el cas de Les mystères, al component sàdic i eròtic, particularment en les escenes de tortura de José-Paula, s'uneix el missatge polític il·lustrat antimonàrquic i anticlerical. El tema de l' inquisidor libidinós apareixerà de manera intermitent durant tot el segle xix.

### Don Carlos
Un altre tema que beurà en les fonts de la Llegenda Negra són les històries de Don Carlos, el príncep Carles, fill de Felip II d'Espanya. Com s'ha vist més amunt, Guillem d'Orange i Antonio Pérez van preparar el camí que seguiria César Vichard de Saint-Réal en 1672 amb la seva obra Dom Carlos. L'obra, encara que en la seva majoria fantàstica, va ser presa per real per diversos autors posteriors que reprendrien la trama. Així, el Don Karlos, Infant von Spanien de Friedrich Schiller, publicada en 1787 i basada en la història de Saint-Réal i en History of Philip II de Robert Watson. La Inquisició i en particular el Cardenal Gran Inquisidor no surten ben parats en la trama: la seva ombra es deixa notar en tota l'obra, malgrat que la seva aparició és breu, i finalment seran l'instrument de la mort de Don Carlos. L'impuls donat al tema per Schiller farà que es publiquin diverses obres i alguna òpera amb la mateixa història, de les quals la més famosa sens dubte és el Don Carlos de Giuseppe Verdi.

### Iconografia de la Inquisició

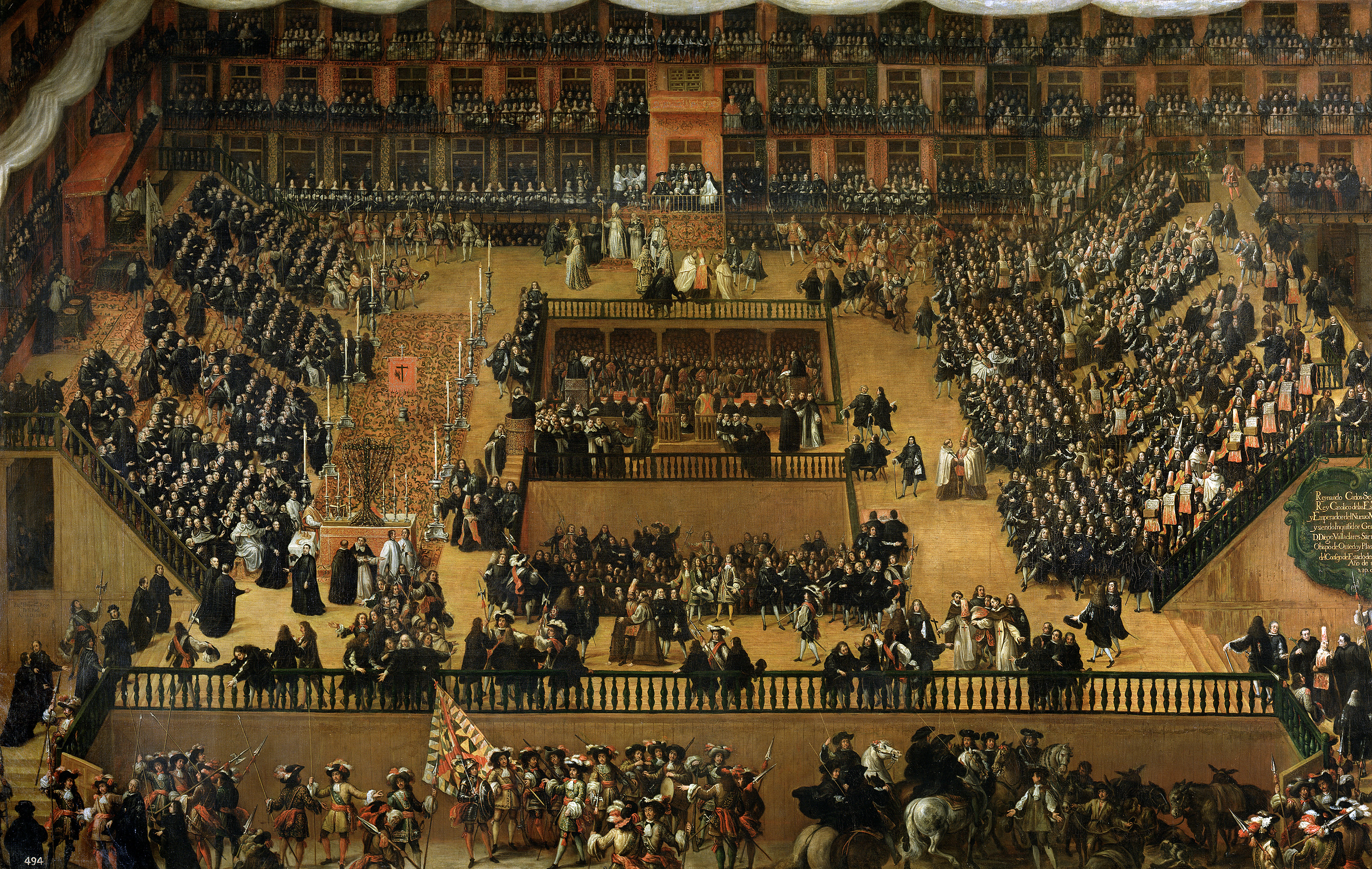
Acte de fe celebrat a la Plaça Major en 1680 en presència de Carles II. Oli de Francisco Rizi conservat al Museu del Prado.

Les primeres representacions de l'activitat inquisitorial il·lustren passatges de la vida de sant Domingo de Guzmán, com l'Acte de Fe presidit per Sant Domènec de Guzmán de Pedro Berruguete, procedent del convent de Santo Tomás d'Àvila, fundació de fra Tomás de Torquemada. Al segle xvii, quan les actuacions públiques de fe es van fer rars i era molt el temps que passava entre una i altra, el propi Consell de la Suprema va encarregar il·lustracions d'ells, que deixessin constància i fidel testimoniatge de l'esdeveniment, com va succeir amb el celebrat a la Plaça Major de Madrid en 1680, la pintura de la qual es va encarregar a Francisco Rizi.

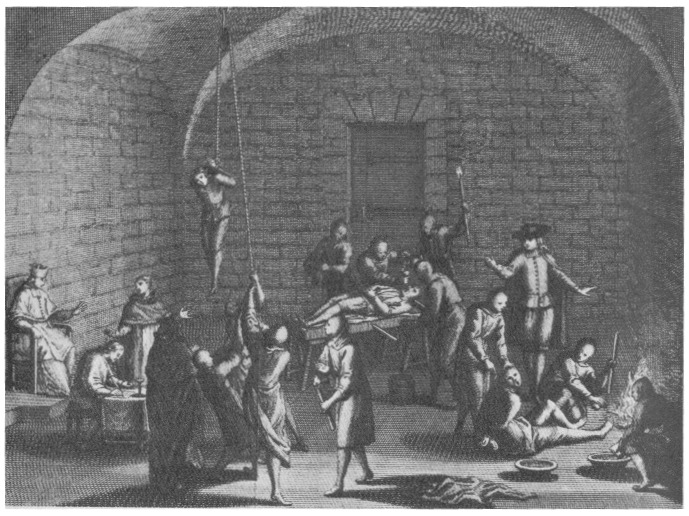
Planxa n. 10 de Picard a Mémoires Historiques (1716) de Louis-Ellies Dupin.

La iconografia creada per pintors catòlics i per la Inquisició mateixa va ser adoptada a partir de finals segle xvii pels enemics de la institució, iconografia que va ser ampliada amb algunes altres imatges que la Inquisició no hagués permès o que hagués permès només de forma excepcional.
Un dels primers a afegir gravats en els seus llibres va ser Charles Dellon, en el seu L'inquisition de Goa. La relation de Charles Dellon, que van ser molt populars i es van emprar per il·lustrar altres llibres fins al segle xviii. Però les il·lustracions més utilitzades seran les que apareixen en Mémoires Historiques (1716) de Louis-Ellies Dupin, sobretot la n. 10 realitzada per Bernard Picard que mostra una cambra de tortura de la Inquisició. La imatge de Picard sorgeix d'una tradició europea independent que des del segle xv d'ara endavant representa escenes de la pena cabdal en llibres. La particularitat està en el fet que Picard va prendre imatges d'aquesta tradició i els va afegir alguns elements que la convertirien en part de la iconografia de la Inquisició: un inquisidor assegut, un capellà i un escrivà. La imatge o altres copiades d'ella, és potser una de les més famoses i que més han estat reproduïdes.

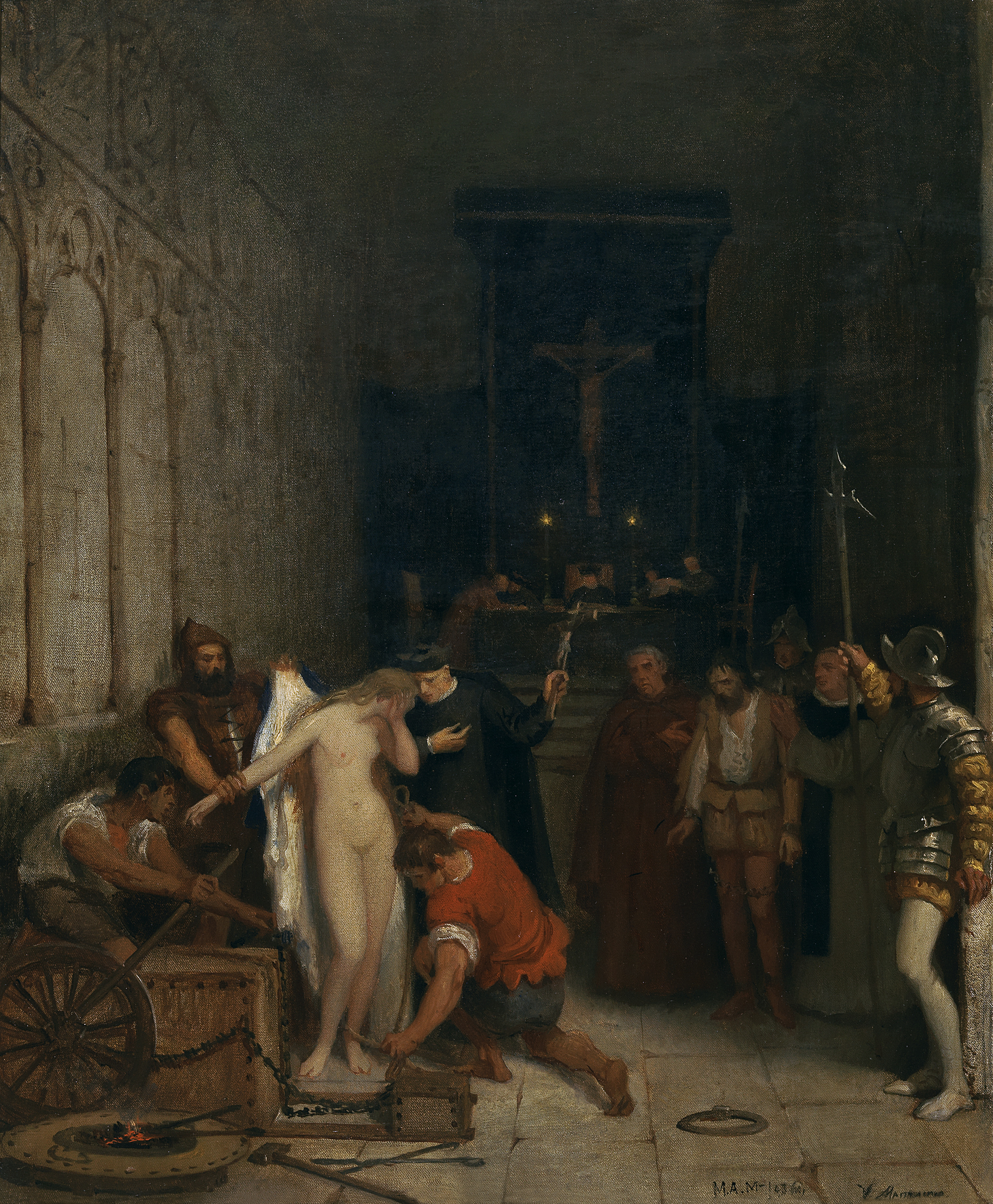
Una escena de la Inquisició, Víctor Manzano y Mejorada, oli sobre llenç, 54 x 44 cm, Madrid, Museu del Prado.

A partir de 1810 va canviar la representació de la Inquisició, igual que en la literatura, cap a una més eròtica i passional. Novament, l'obra que més il·lustracions tenia i que més va circular va ser la de Féréal Les mystères de l'Inquisition et autres societés secrets d'Espagne (1844). Una de les característiques d'aquestes gràfiques és la imatge de la dona innocent en perill o en turment, aprofitant fins i tot per mostrar nuesa.

### Goya

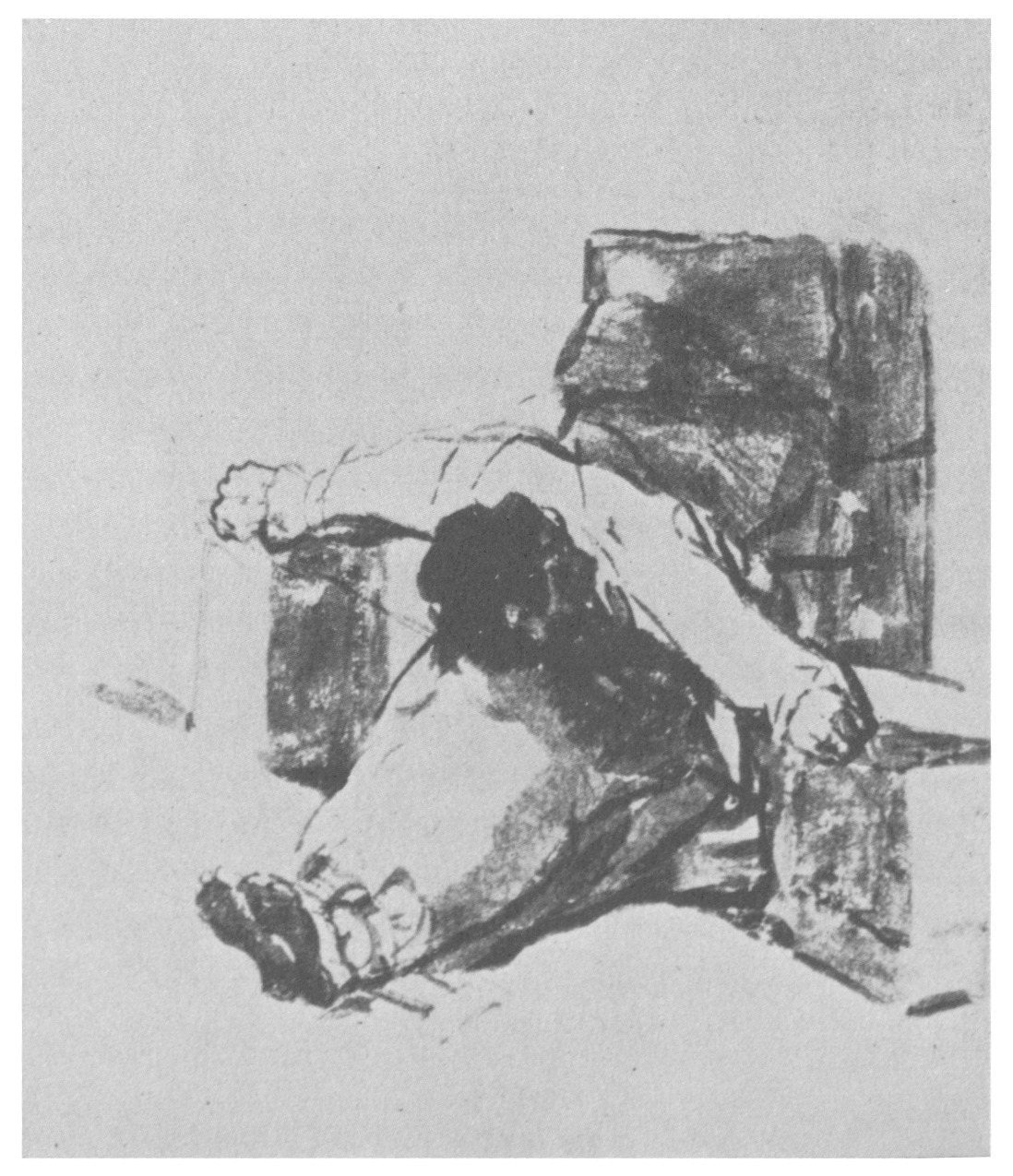
Por descubrir el mobimiento (sic) de la tierra de Goya (1746 - 1828).

Edward Peters, en el seu llibre Inquisition (1989), persegueix la transformació de la Llegenda Negra de la Inquisició dins de l'art, des del segle xix fins al segle xx. Aquesta Llegenda Negra ja no és exclusivament espanyola, encara que es basa clarament en el model espanyol de la Inquisició. Per Peters, la Llegenda Negra serà universalizada al segle xix per dos grans artistes: Francisco de Goya i Feodor Dostoievski.
L'únic gran pintor que va emprar el tema de la Inquisició en la seva obra va ser Goya. Serà en les seves anotacions, en l'anomenat Àlbum C, realitzats entre 1803 i 1824, en els quals expressarà amb més llibertat i fúria el seu ressentiment cap a la Inquisició, assenyalant la frivolitat amb què la Inquisició perseguia a les seves víctimes. Un de les anotacions més colpidores és el de Galileu, Por descobrir el mobimiento (sic) de la terra, encadenat a un enorme seient de pedra, immòbil, denunciant amb això que Galileu va ser enjudiciat perquè es va atrevir a discutir el model geocèntric de l'Univers. La visió de Goya pel que fa a la Inquisició va canviar cap a 1820. De ser considerada una institució antiquada, que s'assenta sobre supersticions i un poble ignorant, una institució específicament espanyola, passa a convertir-se en un símbol de la injustícia universal, que opera per igual a tot arreu, amb el mateix propòsit, i les seves víctimes ja no només són bojos o ignorants -com es veu en els seus Capritxos-, sinó també els innocents, els savis i els herois.

### El Gran Inquisidor
Segons Peters, el llibre que més ha influït en la imatge moderna del Gran Inquisidor ha estat sens dubte Els germans Karamàzov (1879) de Dostoievski. A ell es deu el renaixement d'un mite que havia començat a desaparèixer en l'oblit. Phillip II de Prescott influeix en l'obra de Dostoievski, de la qual Dostoievski en posseïa una còpia i de la relació de la qual va sortir probablement bona part de la informació sobre la Inquisició i el seu funcionament.
El relat, que va impressionar als crítics en el seu temps, ha de ser entès dins de la ideologia de Dostoievski, la seva religiositat ortodoxa russa, el seu nacionalisme i la seva crítica a la cultura occidental. Enfront de la pietat i la religiositat russa, col·loca el materialisme sense ànima i la religiositat sense Déu del cristianisme occidental. Aquesta és la raó que l'interès de Dostoievski en la pròpia Inquisició s'esgoti en la creació d'un decorat que li permeti crear al personatge, que al seu torn transmeti la seva feroç crítica a Occident, identificat amb el Gran Inquisidor.

### La literatura contemporània
A partir de la Primera Guerra Mundial, la imatge de la Inquisició torna a prendre auge, ja no com una arma contra el Papa, l'Església Catòlica o Espanya, sinó com un símbol universal de la repressió, la qual cosa Peters anomena La Inquisició. La Llegenda va ser reinterpretada per multitud d'obres literàries, estudis sociològics i periodístics, influenciats per El Gran Inquisidor de Dostoievski i aplicats a casos com el règim soviètic, la Itàlia feixista, l'Alemanya Nazi, la Polònia comunista o els Estats Units. Potser l'autor més important que va emprar aquest mecanisme va ser Stefan Andres en la seva novel·la El Greco malt den Grossinquisitor (El Greco pinta al Gran Inquisidor; 1936). Aquestes metàfores comencen a perdre força a mitjan segle xx i cap a 1950 ja no s'empraven com a tema de reflexió política.
En canvi, la metàfora de la Inquisició com a manipulador de ments es mantindrà durant algun temps més en novel·les com en Ciemnosci Kryja Ziemie (Una foscor cobreix la terra) de Jerzy Andrejewski.
Lion Feuchtwanger, un escriptor alemany exiliat als Estats Units, va publicar en 1951 Goya, en la qual presenta a Goya com un màrtir de la revolució liberal que s'enfronta a la Inquisició i surt victoriós. El llibre va esdevenir pel·lícula en 1971 i va ser traduït a 24 idiomes.
La força de la Llegenda Negra de la Inquisició es va anar erosionant a partir de la dècada dels 50 del segle xx, i la literatura dels últims decennis ja no empra la metàfora de la Inquisició, tant l'espanyola com les altres, amb la mateixa intensitat, ja que els recursos que la ficció troba en si mateixa són molt més potents.

## Historiografia moderna
Durant l'ocupació francesa de les tropes napoleòniques, es va encarregar a Juan Antonio Llorente, un il·lustrat afrancesat que havia estat durant algun temps Comissari i Secretari de la Inquisició de Cort, la conservació dels arxius de la institució. Llorente va ser el primer que va realitzar una història de la Inquisició basada en documents originals, encara que més tard els destruiria, escrivint un llibre que tindria una influència enorme en la percepció de la institució i que en el seu moment va ser l'obra estàndard sobre el tema. No obstant això, l'obra conté molts errors, dels quals el més sonat és la quantitat de víctimes de la Inquisició que dona: 32.000 cremats en la foguera. L'obra de Llorente va ser emprada per altres historiadors, com el nord-americà Prescott, que en el seu estudi inacabat sobre Felipe II (1855) fa responsable al Inquisidor General Valdés de la falta de geni intel·lectual a Espanya.
Va caldre esperar fins al segle xix perquè es realitzés un estudi en profunditat del vessant antisemita de la Inquisició. Sembla que aquest moviment va començar en els anys 30 del segle xix amb l'emancipació de jueus i catòlics a Gran Bretanya. Historiadors i novel·listes van començar a usar l'Espanya del segle xv com a paradigma de la nació de raça i religió única. De l'època són, per exemple, History of the Reign of Ferdinand and Isabella, the Catholic (1837) de William H. Prescott i Conquest of Granada de Washington Irving. Amb el creixement d'aquest moviment diversos autors, com l'espanyol Amador Ríos o el jueu alemany Yitzhak Baer, van començar a explorar el paper de víctimes dels jueus, oblidats fins a aquest moment, eclipsats pels protestants. Aquest tipus d'estudis, radicats en la consciència jueva de ser els descendents de les víctimes i més tard en les experiències del segle XX, destaquen la tragèdia dels judaïtzants i l'expulsió de 1492, i consideren a la Inquisició com el seu malson particular.
El primer historiador que va intentar crear una història objectiva de la Inquisició va ser Henry Charles Lea, un historiador estatunidenc que en 1870 comença a recollir material per a les seves obres. Lea, a pesar de no tenir un punt de vista objectiu, situa fermament la Inquisició dins del fet històric i fora de la fantasia. Lea és dels primers escriptors protestants a reconèixer que la creença que les tortures usades per la Inquisició d'Espanya van ser excepcionalment cruels, es deu als escriptors sensacionals [sic] que han abusat de la credulitat dels seus lectors […] El sistema era dolent, però la Inquisició espanyola no va ser responsable de la seva introducció i, en general, va ser menys cruel que els tribunals seculars en aplicar-lo, limitant-se estrictament a uns quants mètodes coneguts. La comparació entre les inquisicions espanyola i romana resulta favorable a la primera. La seva obra segueix sent al segle xxi un dels grans clàssics del tema.
En 1914 es va publicar La Leyenda Negra de Julián Juderías y Loyot. Seria la primera vegada que s'empra el concepte de llegenda negra per referir-se al conjunt de la propaganda antiespanyola que es va estendre per Europa des del segle xvi almenys. En el seu llibre, Juderías fa una defensa apassionada de la cultura i l'obra d'Espanya enfront del que percep com els atacs, tant des de la resta d'Europa, com des d'Espanya mateixa. Per a Juderías la Inquisició no representa res extraordinari dins de l'època, encara que intenta deixar clar en diverses ocasions que no defensa la Inquisició i la considera un tribunal cruel i despietat, això sí, ni més ni menys cruel que altres comparables d'Alemanya, Anglaterra, França o Suïssa. També ataca a Llorente, que tracta de traïdor i del que diu que va manipular les dades que va obtenir i va cremar els documents que no li interessaven, afirmant que encara no existeix una història de la Inquisició, ja que només coneixem atacs furibunds i apologies no menys entusiastes (ignorant l'obra de Lea, que li era coneguda). Malgrat reconèixer que la influència de la Inquisició està per avaluar, Juderías afirma que la Inquisició no va practicar els abusos de la que se l'acusa i que va ser un instrument en mà dels Reis per mantenir en la Península una cohesió espiritual que va faltar per complet en els altres països, [que] va impedir que Espanya anés teatre de guerres de religió que haguessin causat un nombre de víctimes infinitament superior al que atribueix a la repressió inquisitorial més exagerada dels seus detractors. L'autor tampoc creu que la Inquisició tingués un paper important en el desenvolupament intel·lectual espanyol, ja que coincideix amb el Segle d'Or de la cultura espanyola, ni que representés una barrera intel·lectual amb la resta d'Europa, atès que la traducció d'obres espanyoles es va realitzar fins i tot a Suècia i Rússia, esmentant a més a molts intel·lectuals espanyols que van estudiar o van ensenyar en universitats de la resta d'Europa.
A partir de Juderías, molts altres han emprat el concepte. Habitualment apareix com un apartat en les obres que tracten sobre la llegenda negra espanyola i les que tracten sobre la història de la Inquisició.
Un clàssic modern sobre la Inquisició ho constitueix The Spanish Inquisition. A historical revision. de Henry Kamen. El llibre, publicat en 1965 per primera vegada, és un ampli estudi de les diferents inquisicions i la seva història. Kamen dedica un capítol específic a la llegenda negra, l'anomenat Inventing the Inquisition, encara que l'assumpte també és tractat en la resta del llibre. Així, per exemple, en el capítol dedicat a l'impacte en la literatura i la ciència, comenta que és implausible i fals suggerir que a Espanya (i a Portugal) se li negués el contacte amb el món exterior. […] La imatge d'una nació enfonsada en la inèrcia i la superstició per culpa de la Inquisició era part de la mitologia creada al voltant del tribunal. Kamen no nega que Espanya romangués aliena als corrents intel·lectuals europees a inicis de l'Època Moderna, però no a causa de la Inquisició, ni per falta de llibertat interior al país.
Un dels autors que més s'han ocupat del tema ha estat Edward Peters, que considera el seu treball similar al que s'ha donat a anomenar al segle xx mitologia política. El seu llibre Inquisition, de 1988, està dividit en tres parts. La primera és una història de la Inquisició des de la seva creació en l'Edat Mitjana fins a la seva desaparició, la segona és la creació de la llegenda negra al segle xvi, que ell anomena el mite de la Inquisició, i la tercera és la transformació i supervivència d'aquest mite en La Inquisició, un concepte que, en la ment del públic, seria una institució que fon les inquisicions europees en una sola, amb un aire d'Inquisició espanyola, el regnat de terror de la qual hauria durat uns 400 anys fins a gairebé el segle xix i l'àrea del qual d'actuació hauria estat el món catòlic. Peters posa l'accent principalment en la imatge i la percepció de la Inquisició, el mite, emprant gran part del llibre a presentar la visió del tribunal que l'art ha produït en els últims 400 anys, ja que per a l'autor aquest mite, la llegenda negra, es transmetria a partir de mitjan segle xviii principalment a través de la literatura.